# 辰州 (隋朝)
辰州，中国隋朝時設置的州。在今湖南省、貴州省境內。
隋開皇九年（589年）改武州置，治所在龍標縣（今湖南省洪江市西北黔城鎮），旋移治沅陵縣（今屬湖南省）。以境內辰溪得名。轄境相當今湖南省沅陵縣以南的沅江流域。唐貞觀八年（634年）分南部置巫州，垂拱二年（686年）分西南部置錦州，武周天授二年（691年）又分西北部置溪州。轄境縮小至今沅陵、辰溪、瀘溪、吉首、漵浦等市縣地。天寶、至德年間辰州一度改為盧溪郡。宋屬荊湖北路，轄南江、北江諸羈縻州。熙寧以後南江諸羈縻州改屬沅州。元朝至元十四年（1277年）升為辰州路。
| 唐朝辰州轄縣 | 唐朝辰州轄縣                                                         |
| ------------ | -------------------------------------------------------------------- |
| 618年        | 沅陵縣、大鄉縣、辰溪縣                                               |
| 620年        | 沅陵縣、大鄉縣、辰溪縣（增設盧溪縣、麻陽縣）                         |
| 622年        | 沅陵縣、大鄉縣、辰溪縣、盧溪縣、麻陽縣（增設漵浦縣）                 |
| 624年        | 沅陵縣、大鄉縣、辰溪縣、盧溪縣、麻陽縣、漵浦縣（增設龍標縣）         |
| 634年        | 沅陵縣、大鄉縣、辰溪縣、盧溪縣、麻陽縣、漵浦縣（龍標縣改属巫州）     |
| 635年        | 沅陵縣、大鄉縣、辰溪縣、盧溪縣、麻陽縣、漵浦縣（增設三亭縣）         |
| 688年        | 沅陵縣、大鄉縣、辰溪縣、盧溪縣、麻陽縣、漵浦縣、三亭縣（增設龍門縣） |
| 689年        | 沅陵縣、大鄉縣、辰溪縣、盧溪縣、麻陽縣、漵浦縣、三亭縣（廢除龍門縣） |
| 691年        | 沅陵縣、辰溪縣、盧溪縣、麻陽縣、漵浦縣（大鄉縣、三亭縣改属溪州）     |

下轄：
- 沅陵縣
- 辰溪縣
- 盧溪縣（武德三年析沅陵縣置，今湖南省瀘溪縣）
- 麻陽縣（武德三年析沅陵縣、辰溪縣置，今湖南省麻陽縣黄桑乡旧县村）
- 漵浦縣（武德五年析辰溪縣置，今湖南省漵浦縣卢峰镇）
- 龍門縣（垂拱四年析麻陽縣置，旋廢如故，今湖南省麻陽縣和平溪乡毛坪村）

唐朝辰州刺史
- 田猷（武德年间）
- 裴虔通（628年）
- 费胤斌（唐高宗时）
- 刘齐贤（684年）
- 管义真（武周时）
- 阎虔福（693年）
- 韦承庆（705年，未任）
- 程伯献（唐中宗时）
- 王处默（开元年间）
- 云遂（开元年间）
- 柳悫（开元年间）
- 王翃（764年）
- 李昌岠（773年）
- 宇文准（大历年间）
- 郑某（建中年间）
- 戎昱（783年—784年）
- 房孺复（791年—794年）
- 李蓬（大中、咸通年间）
- 元文俊